# 尹容賢
尹容賢（韓語：윤용현，1969年5月3日—），韓國男演員。

## 演出作品

### 電視劇
- 1995年：MBC《蜘蛛》
- 2000年：KBS《悲傷誘惑》
- 2001年：MBC《情定大飯店》飾演 福滿的部下
- 2001年：KBS《東洋劇場》
- 2002年：SBS《野人時代》 饰演 申宁均
- 2003年：KBS《保鑣向前衝》飾演 劉聖
- 2004年：KBS《北京，我的愛》
- 2004年：MBC《英雄時代》
- 2004年：SBS《魔術》
- 2005年：MBC《第五共和国》
- 2006年：MBC《朱蒙》飾演 扶尉厭
- 2006年：KBS《大祚榮》飾演 契苾四門
- 2008年：MBC《大象》
- 2010年：MBC《Pasta》飾演 光泰
- 2010年：SBS《Giant》飾演 高材春
- 2011年：MBC《夥伴》
- 2012年：SBS《工薪族楚漢志》飾演 樊　噲
- 2012年：MBN《愛情能用錢買嗎》飾演 安順熙
- 2013年：SBS《野王》飾演 朴部長
- 2013年：SBS《錢的化身》飾演 金八道
- 2013年：MBC《奇皇后》飾演 斑點
- 2014年：JTBC《宥娜的街》飾演 盼達
- 2014年：OCN《Reset》
- 2014年：MBC《湔雪的魔女》
- 2015年：SBS《離婚律師戀愛中》飾演 韓東財
- 2015年：SBS《Mrs. Cop》
- 2015年：Naver tvcast／MBC every1《戀禁術師》
- 2016年：SBS《Mrs. Cop 2》
- 2016年：MBC《獄中花》飾演 鄭萬浩
- 2017年：SBS《被告人》飾演 房長
- 2017年：SBS《當你沉睡時》飾演 朴大嶺
- 2018年：SBS《皇后的品格》飾演 表部長

### 電影
- 2012年：《悖論循環》

## 獲獎
- 2012年：第一屆大田電視劇節－最佳反派獎

## 外部連結
- NAVER